# Blancpain Fifty Fathoms
La Blancpain Fifty Fathoms est l'un des modèles les plus célèbres de l'entreprise horlogère suisse de prestige Blancpain. 
Elle est considérée comme la première montre de plongée militaire. Elle a été créée en 1953, à la demande du Capitaine Robert Maloubier et de l’Enseigne de Vaisseau Claude Riffaud, qui ont créé un an plus tôt le Corps des Nageurs de Combat, la première unité française de nageurs de combat, et qui sont alors à la recherche d'une montre de plongée robuste et fiable, adaptée aux exigences militaires . C'est ainsi qu'est née la Fifty Fathoms, étanche à une profondeur de 50 brasses, comme son nom l'indique. 
On peut notamment la voir au poignet de l'équipe du commandant Jacques-Yves Cousteau dans le film Le Monde du silence, film documentaire qui remporta le Prix du meilleur film documentaire  au Festival de Cannes de 1956.
La dernière version de la Fifty Fathoms, sortie en 2007, est une montre mécanique automatique ayant 192 heures de réserve de marche avec le calibre 25A, 120 heures avec le calibre 1315, 100 heures avec le calibre 1150, un boîtier étanche à une pression de 30 bar, soit environ 300 mètres de profondeur d'eau et une finition en acier ou or rouge dont la dénomination maison est « or Sedna » qui est un or 18 carats composé d'un mélange d'or, de cuivre et de palladium.

## L’appellation Fifty Fathoms
Derrière ce nom se cache simplement la profondeur d'étanchéité maximale de cette montre : Fifty Fathoms, soit cinquante brasses, de Fifty, 50 en français et Fathoms, brasses. La brasse (anglais fathom, symbole fm) est une ancienne unité de mesure de longueur correspondant à l'envergure des bras entre chaque poignet. Cette unité, bien qu'autrefois utilisée pour la mesure des terres, n'est encore usitée que dans la marine pour mesurer les cordages, les filins ainsi que la profondeur de l'eau. Une brasse vaut 1,828 8 mètre et est très proche du millième de mille marin qui équivaut à 1 852 mètres.
Cette montre est donc à l'origine étanche à 50 brasses, ce qui correspond à 91,44 mètres. Ce chiffre n'a pas été choisi au hasard, il correspondait alors à la profondeur maximale atteignable par un homme équipé d’un scaphandre autonome,.